# جانو (بازیکن فوتبال، زاده ۱۹۸۰)
جانو (انگلیسی: Jano؛ زادهٔ ۴ آوریل ۱۹۸۰) بازیکن فوتبال اهل اسپانیا است.
از باشگاه‌هایی که در آن بازی کرده‌است می‌توان به باشگاه فوتبال پومفرادینا و باشگاه فوتبال اسپورتینگ خیخون اشاره کرد.